# Boulevard Bourdon (Paris)
Pour les articles homonymes, voir Boulevard Bourdon et Bourdon.
Le boulevard Bourdon est une voie du 4e arrondissement de Paris qui commence boulevard Morland et finit place de la Bastille, au 46, boulevard Henri-IV.

## Situation et accès
Ce boulevard longe le bassin de l'Arsenal, le long duquel n'existe aucune construction, et ne comporte donc que des numéros impairs, côté ouest.

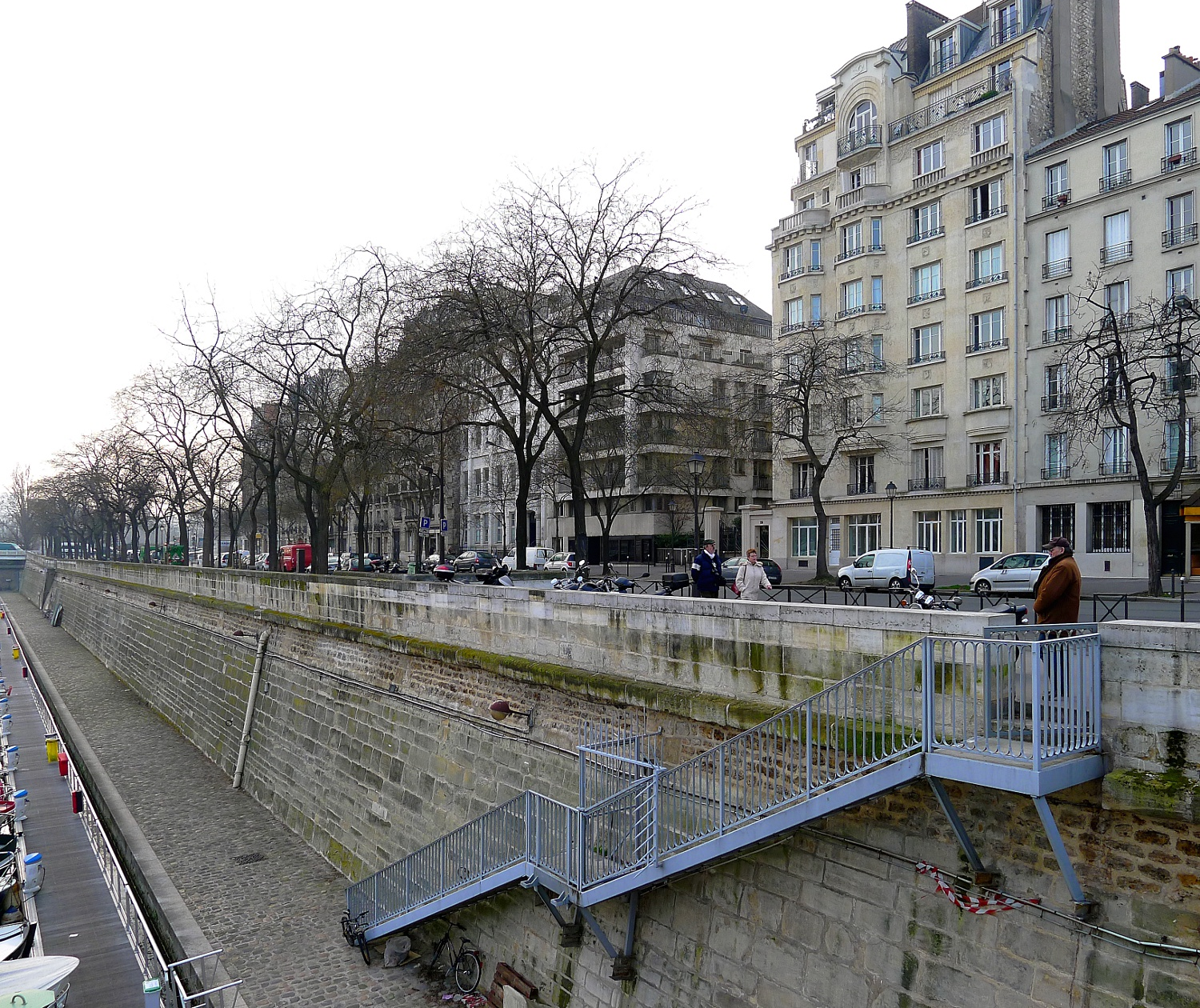
Boulevard Bourdon en direction du boulevard Morland.
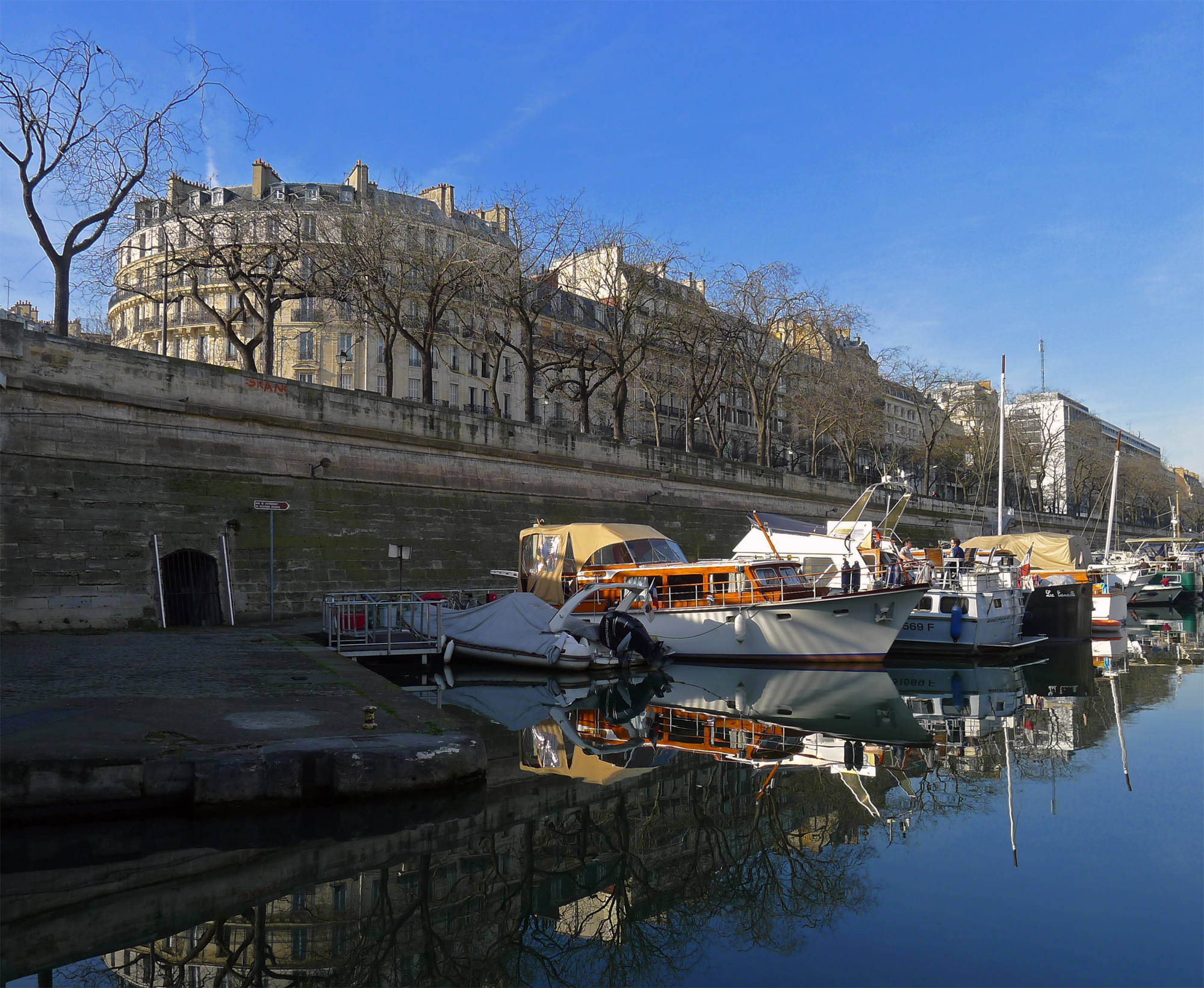
Le port de l'Arsenal au pied du boulevard Bourdon.

Le boulevard Bourdon rencontre les voies suivantes, sur la gauche, dans l'ordre des numéros croissants :
- rue Mornay ;
- rue Bassompierre ;
- rue de la Cerisaie.

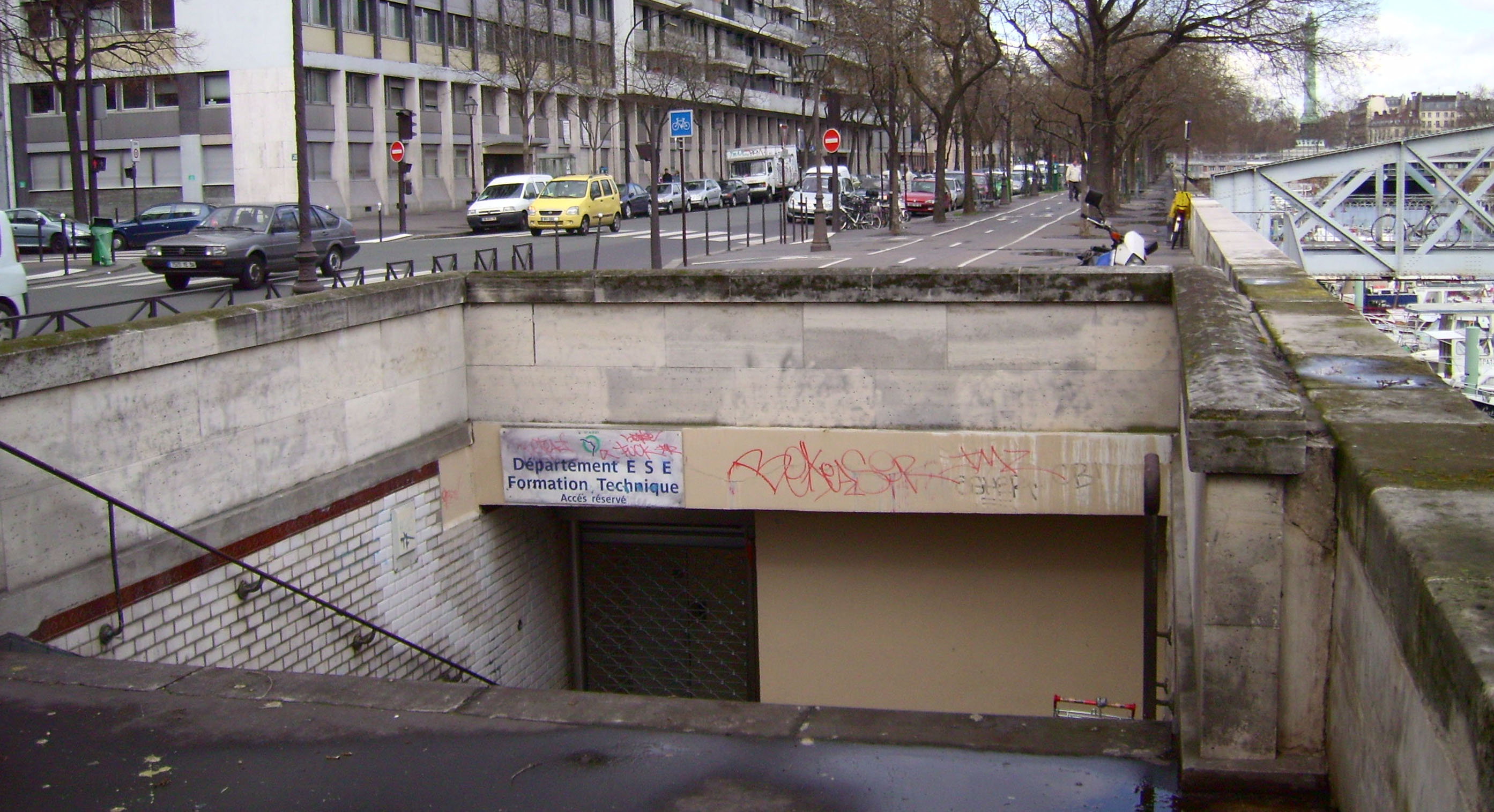
Le boulevard Bourdon et l'entrée désaffectée de l'ancienne station de métro Arsenal.
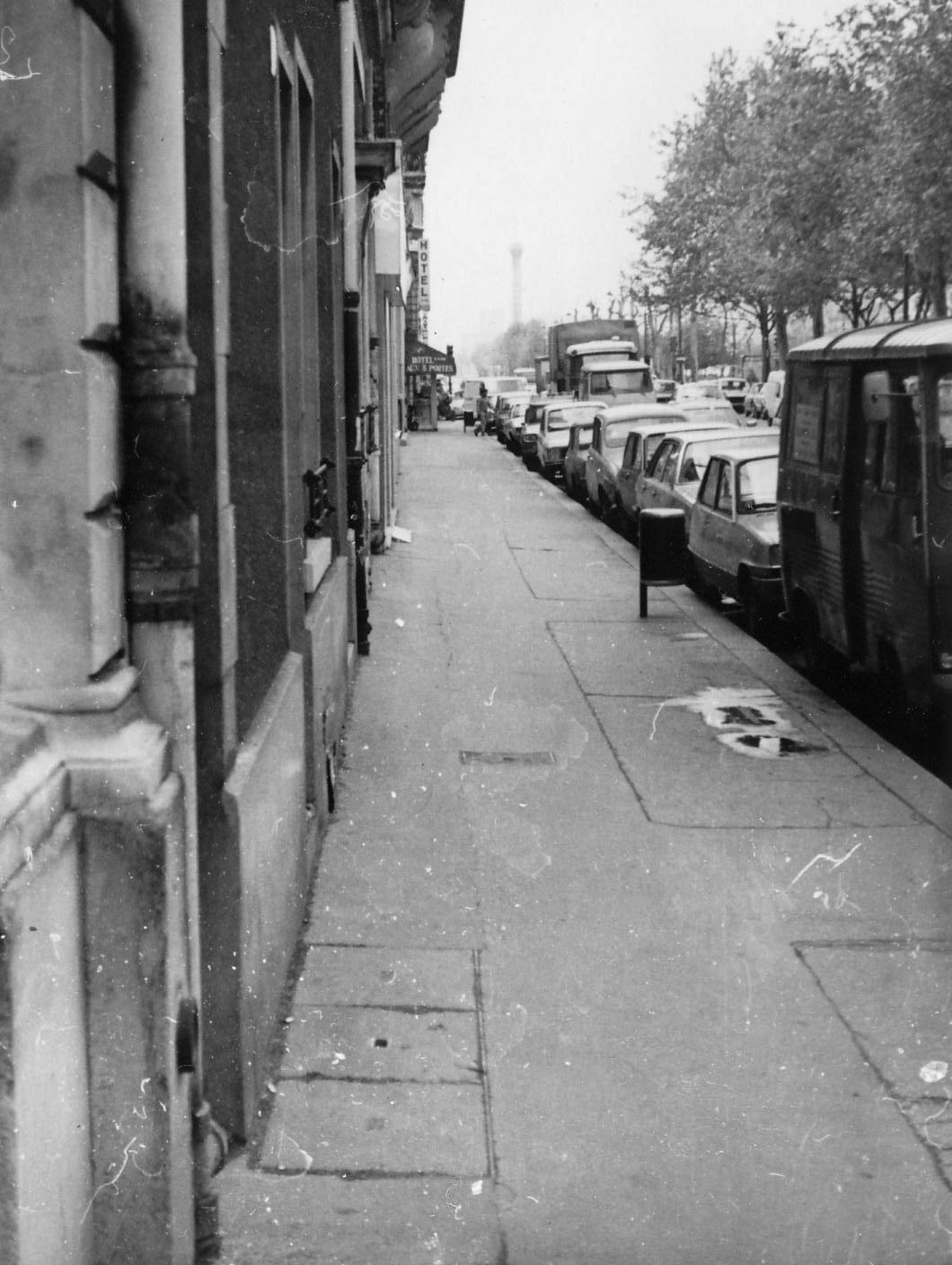
Le boulevard Bourdon en 1981.

La circulation des voitures est à sens unique dans le sens de la place de la Bastille vers la Seine. Une piste cyclable protégée à double sens est également aménagée, côté bassin de l'Arsenal.
Ce site est desservi par la ligne 5 à la station Quai de la Rapée et par les lignes 1, 5 et 8 à la station Bastille.

## Origine du nom

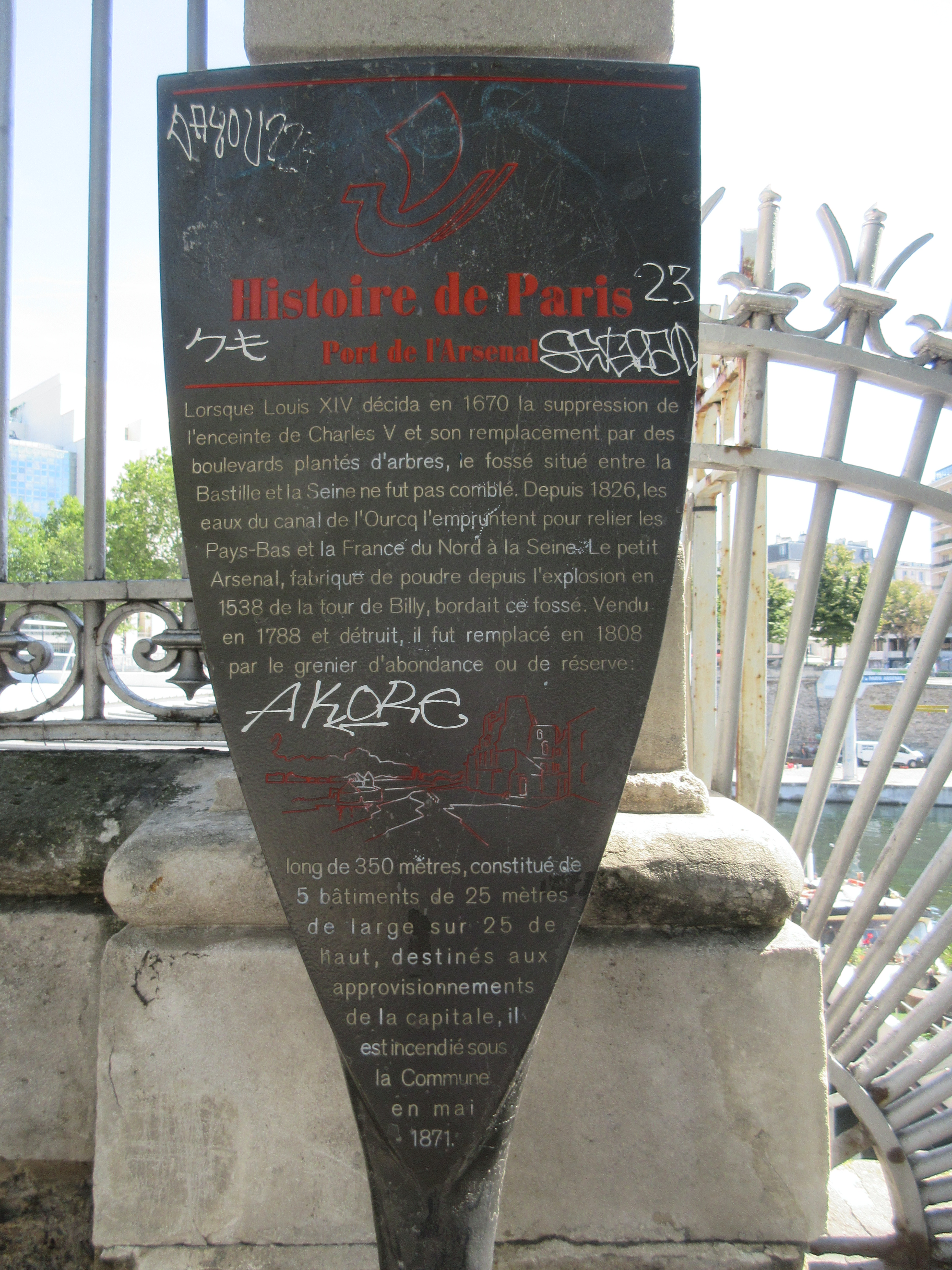
Panneau Histoire de Paris
« Port de l'Arsenal »

Il porte le nom de Ferdinand Pierre Agathe Bourdon (1773-1805), colonel du 11e régiment de dragons tué lors de la bataille d'Austerlitz le 2 décembre 1805.

## Historique
Le boulevard Bourdon a été construit en 1806, pour servir de quai au bassin de l'Arsenal, alors en projet. Il est situé à l'emplacement du chemin qui longeait l'extérieur de l'enceinte de Charles V.
« Napoléon, etc. Nous avons décrété et décrétons ce qui suit : le boulevard de la Porte Saint-Antoine sera prolongé jusqu'à la rivière, au travers de l'emplacement de la Bastille, dans l'alignement de la courtine des fossés, sur 28 mètres de largeur et 670 mètres environ de longueur, à partir de la façade extérieure de l'hôtel de Montbarey. Ce boulevard sera nommé boulevard Bourdon, en mémoire du colonel du 11e régiment de dragons, tué à la Grande Armée. Une grande allée et deux autres allées formeront ce boulevard ; les plantations en seront exécutées avant le printemps prochain. — Au palais des Tuileries, le 14 février 1806, Signé Napoléon. — Par l'Empereur : le secrétaire d'État, signé H. B. Maret. »
Le 16 octobre 1852, Louis Bonaparte, président de la République, revint d'un de ses voyages promotionnels de l'Empire commencés le 1er septembre précédent. Il s'agissait de celui qu'il avait effectué dans le Midi. Le premier arc de triomphe qui l'attendait à Paris était dressé place Valhubert, le second était boulevard Bourdon et portait cette inscription :
LES ARTISTES DE L'HIPPODROME ET DES ARÈNES A NAPOLÉON  III. VIVE  L'EMPEREUR !

## Bâtiments remarquables et lieux de mémoire
- No 1 : selon Jacques Hillairet, emplacement approximatif de la tour de Billy, tour d'angle de l'enceinte de Charles V détruite en 1538.

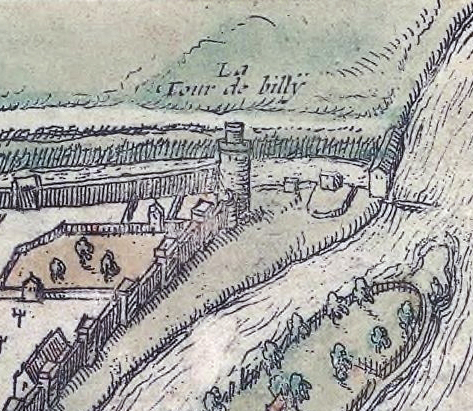
Tour de Billy sur le plan de Braun et Hogenberg vers 1530 (le nord est à gauche).
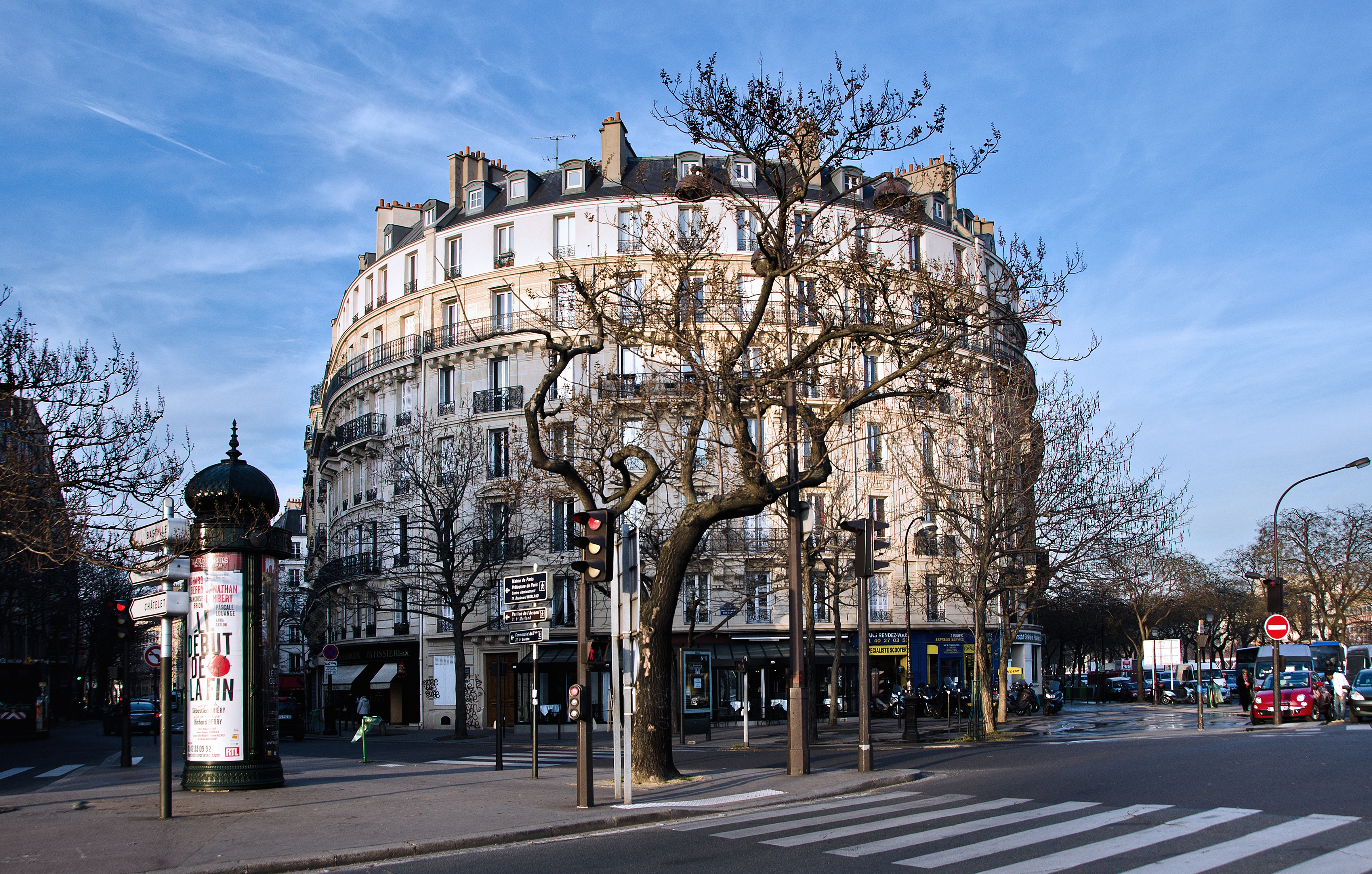
Bâtiment actuel, à l'angle des boulevards Bourdon et Morland.

- Sous-station électrique Bastille. Cette sous-station a été édifiée en 1911 par l'architecte Paul Friésé, pour alimenter les lignes du réseau du métro. Comme toutes les autres sous-stations, elle transforme et redistribue le courant alternatif haute tension en courant continu basse tension, nécessaire pour le fonctionnement du réseau et moins risqué pour les voyageurs. Le courant étant aujourd'hui directement fourni en basse tension, la sous-station a perdu sa fonction originale.

Le bâtiment constitué d'une ossature métallique recouverte de briques est inspiré de l'architecture rhénane et ressemble par sa forme massive à un château fort. L'immense baie à arc en plein cintre permettait d'apercevoir les immenses commutateurs de la salle des machines.
L'édifice, qui abrite toujours des locaux de la RATP, est classé à l'inventaire supplémentaire des monuments historiques.

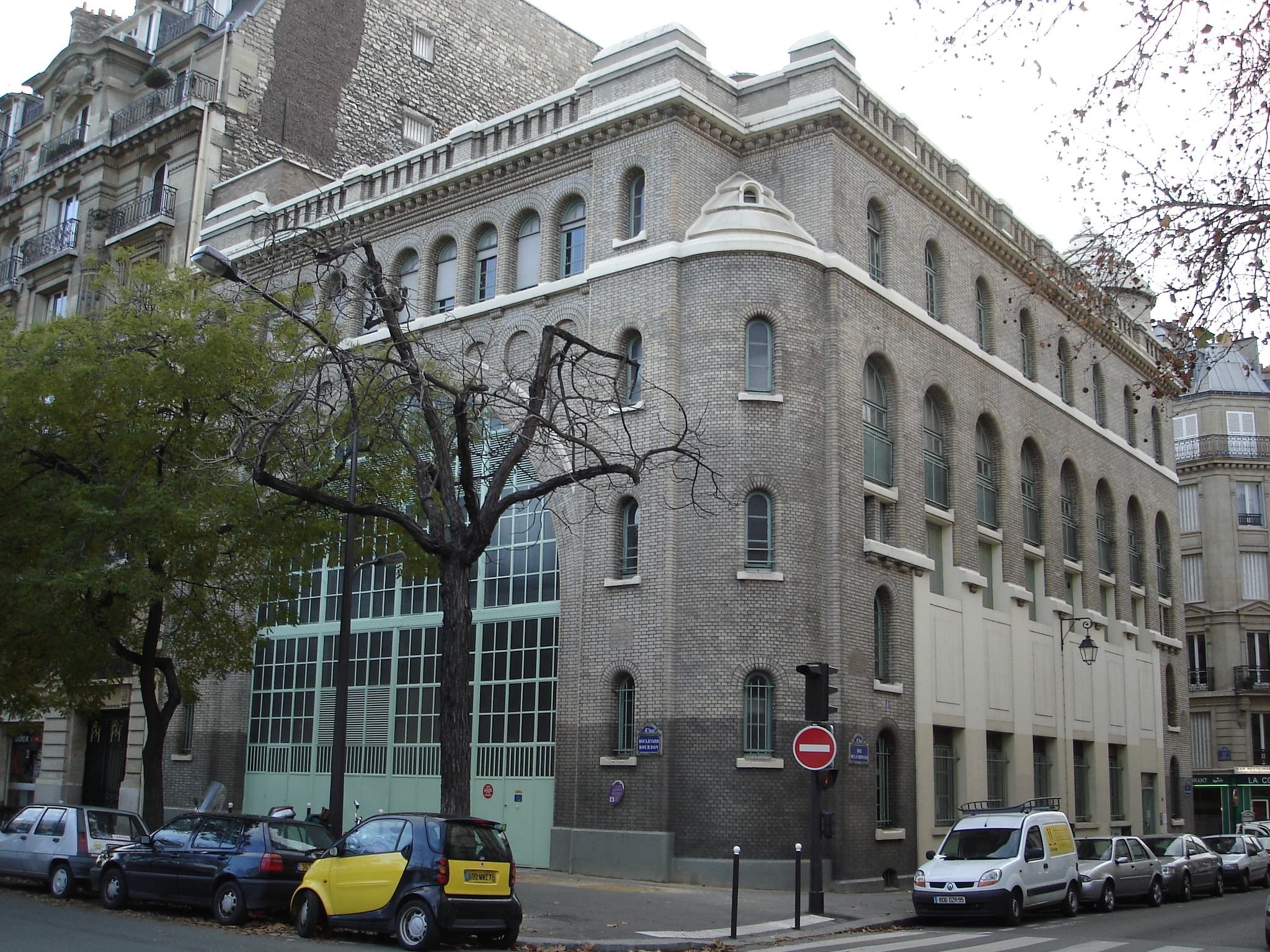
Vue générale de la sous-station.
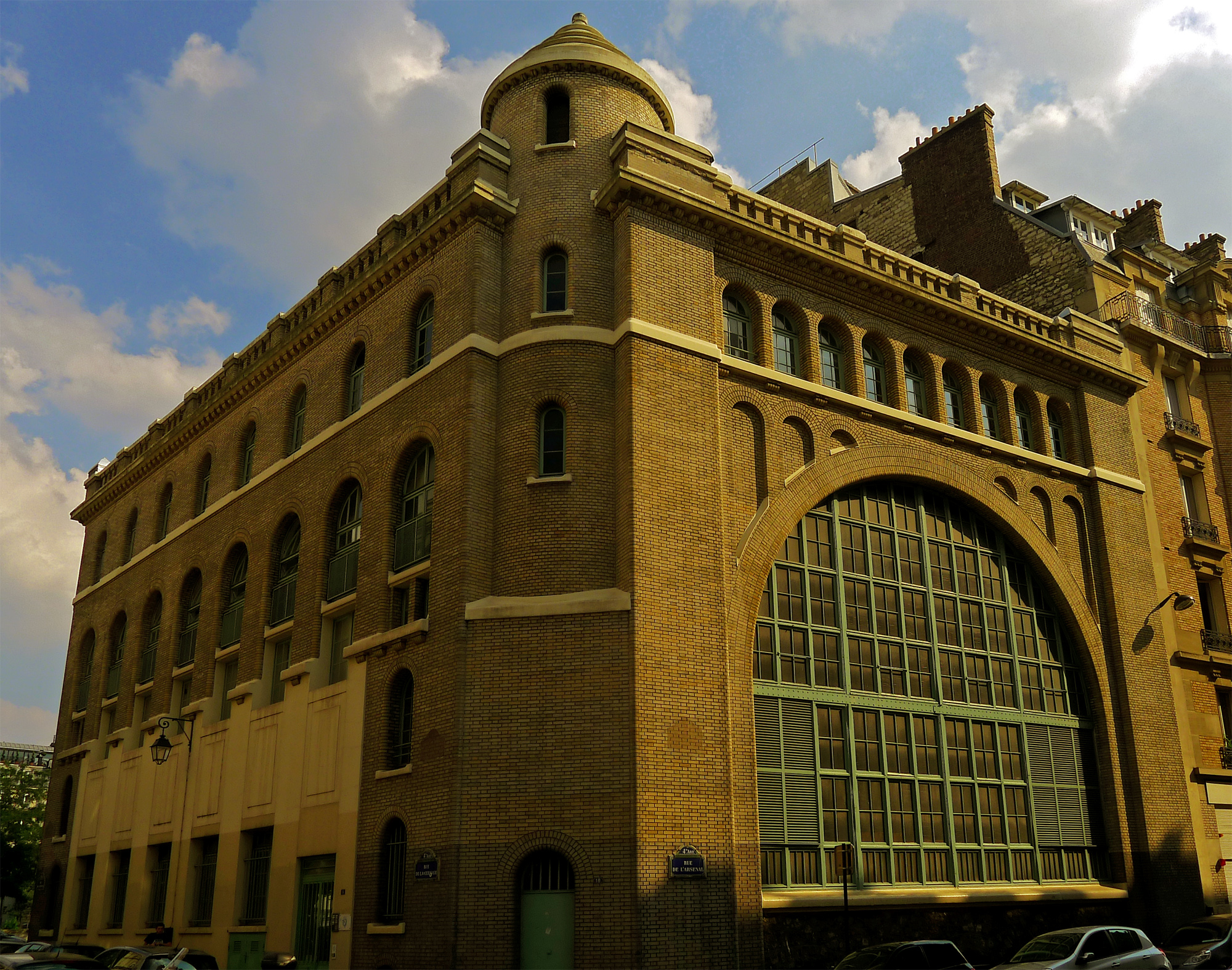
Sous-station vue de la rue de l'Arsenal.

- Au no 33 bis, troisième église du Christ scientiste.
- emplacement de l'ancien grenier de réserve, détruit lors des incendies de Paris pendant la Commune.

## Littérature

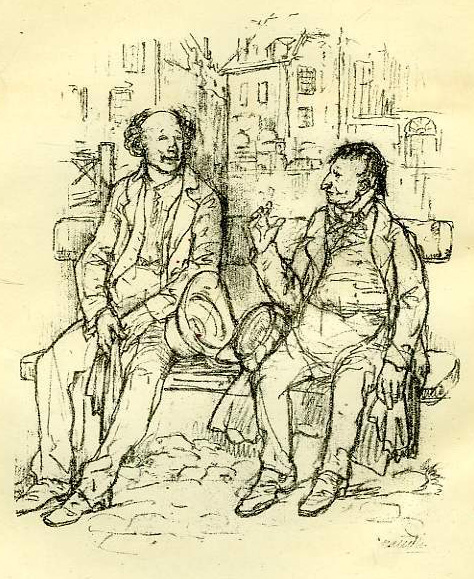
Bouvard et Pécuchet, illustration de Bernard Naudin, 1923.

C'est sur un banc du boulevard Bourdon que se rencontrent Bouvard et Pécuchet et que commence le roman éponyme de Gustave Flaubert :

« Comme il faisait une chaleur de 33 degrés, le boulevard Bourdon se trouvait absolument désert.
Plus bas, le canal Saint-Martin, fermé par les deux écluses, étalait en ligne droite son eau couleur d’encre. Il y avait au milieu un bateau plein de bois, et sur la berge deux rangs de barriques.
Au delà du canal, entre les maisons que séparent des chantiers, le grand ciel pur se découpait en plaques d’outremer, et sous la réverbération du soleil, les façades blanches, les toits d’ardoises, les quais de granit éblouissaient. Une rumeur confuse montait au loin dans l’atmosphère tiède ; et tout semblait engourdi par le désœuvrement du dimanche et la tristesse des jours d’été.
Deux hommes parurent. »

— Gustave Flaubert, Bouvard et Pécuchet

## Sources
- Les ouvrages cités en bibliographie.